# Yacht Klub Stal Gdynia
Yacht Klub Stal „Gdynia” – klub żeglarski działający w Gdyni. Powstał w 1946 roku jako oddział Jacht Klubu Pracowników Zjednoczenia Stoczni Polskich. W 1956 roku przekształcony w samodzielny Jacht Klub przy Stoczni im. Komuny Paryskiej (późniejszej Stoczni Gdynia). W 1991 roku działa bez patronatu stoczni, w 2004 roku odkupując od niej majątek, w tym jachty. Działa jako stowarzyszenie posiadające osobowość prawną.
Siedziba klubu mieści się w Gdyni, na terenie Basenu Jachtowego im. Mariusza Zaruskiego. Własna flota jachtów morskich pozwalała na realizację szkolenia żeglarskiego i organizację rejsów klubowych.
Największym osiągnięciem klubu był udział s/u Copernicus w pierwszej edycji Whitbread Round The World Race 1973 (ob. Volvo Ocean Race). Ponadto członkowie klubu zdobywali liczne nagrody w klasach regatowych. Klub organizował też duże regaty, w tym Mistrzostwa Świata klasy Micro w 1999 roku, Mistrzostwa Świata klasy Cadet w 2000 roku czy Mistrzostwa Półkuli Wschodniej klasy Star w 2012. 
Klub prowadzi szkolenie w klasie Optimist w formie szkółki żeglarskiej, a także wyczynowej sekcji sportowej, szkolenie w klasie Cadet, Laser, 407. Członkowie klubu startują też w klasach Star, 505, Nautica 450. Klub organizuje dorocznie Regaty o Błękitną Wstęgę Zatoki Gdańskiej, w których nagrodę zdobywa jacht bezwzględnie najszybszy. Organizuje też regaty w klasach sportowych, łącznie z Mistrzostwami Polski klasy Star.